# 13-й механизированный батальон
13-й механизированный батальон (словац. 13. (Trinásty) mechanizovaný prápor) — основное моторизованное подразделение словацкой армии входящее в состав элитной 1-й механизированной бригады ВС Словакии. Батальон находится под непосредственным командованием Сухопутных войск Словакии. Батальон располагается в городе Левице. С июня 2012 года командиром батальона является подполковник Петер Багачка.

## История
Есть две версии происхождения Левицкого батальона. Одна из версий происходит от 67-го Прешовского пехотного полка, созданного в 1860 году, в бывшей Австро-Венгерской империи. Вторая версия, что батальон происходит от 12-го стрелкового полка Чехословацкого легиона находившегося в России, который был основан 15 июля 1918 года в Томске и который был восстановлен после войны в Левице, как 12-й пехотный полк, постепенно название реорганизованного полка было изменено на 8-й стрелковый полк. В мае 1958 года полк был переименован в 64-й мотострелковый полк ивзял на боевого знамя от 64-го Прешовского стрелкового полка, тем самым став преемником и подтвердив первую версию. В 1966 году название полка было вновь изменено с мотострелкового на танковый, и в 1969 году входила в состав 13-ю Топольчанскую танковую дивизию. 30 сентября 1995 года полк был в который раз переименован, на этот раз в 12-ю танковую бригаду, а уже 1 октября 2000 года полк был реорганизован во 2-й механизированный. 1 января 2004 года создаётся механизированный батальон, и с 1 октября 2006 года он переименовывается в 13-й механизированный батальон и входит в подчинение 1-й механизированной бригаде находящейся в Топольчанах.

## Вооружение
На вооружении батальона имеются несколько видов военной техники, в том числе БМП-1, БМП-2, миномёты и др.

## Структура батальона
В состав батальона входят:
- Командование и штаб батальона (словац. veliteľstvo a štáb práporu)
- Батальонный лазарет (словац. práporné obväzisko)
- Рота боевого обеспечения (словац. rota bojového zabezpečenia)
- Рота боевой поддержки (словац. rota bojovej podpory)
  - Один взвод, усиленный 98-мм миномётами
  - Один противотанковый взвод, оснащённый бронетранспортёрами OT-90 с ПТРК типа «Конкурс»
  - Инженерный взвод (словац. ženijná čata)
- Три механизированные роты на боевых машинах пехоты BVP-2

## Командование батальона
- Место базирования батальона: Левице
- Командующий батальоном: подполковник Петер Багачка (словац.  pplk.  Peter Bagačka)
- Заместитель командующего: майор Андрей Тврдонь (словац.  mjr. Andrej Tvrdoň)
- Командир штаба: майор Ярослав Месарош (словац.  mjr. Jaroslav Mesároš)
- Унтер-офицер, отвечающий за штаб: старшина Мариан Попель (словац. nadrotmajster Marián Popiel)